# Lill-Gårdtjärnen, Västerbotten
Lill-Gårdtjärnen är en sjö i Robertsfors kommun i Västerbotten och ingår i Dalkarlsåns huvudavrinningsområde. Sjön har en area på 0,0514 kvadratkilometer och ligger 136,3 meter över havet.

## Delavrinningsområde
Lill-Gårdtjärnen ingår i det delavrinningsområde (712786-173172) som SMHI kallar för Mynnar i Dalkarlsån. Medelhöjden är 139 meter över havet och ytan är 7,7 kvadratkilometer. Det finns inga avrinningsområden uppströms utan avrinningsområdet är högsta punkten. Svartbäcken (Flottatuvb.) som avvattnar avrinningsområdet har biflödesordning 2, vilket innebär att vattnet flödar genom totalt 2 vattendrag innan det når havet efter 25 kilometer. Avrinningsområdet består mestadels av skog (74 procent) och sankmarker (15 procent). Avrinningsområdet har 0,12 kvadratkilometer vattenytor vilket ger det en sjöprocent på 0,4 procent.